# Otto Emil Johansen

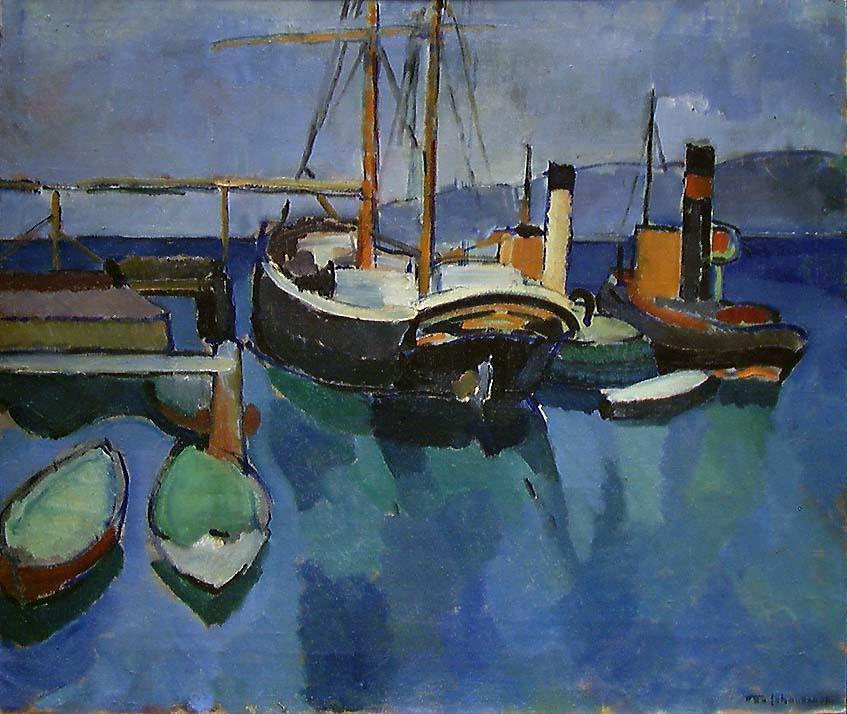
Otto Emil Johansen: Havnen i Son, 1912, Nationalmuseum, Oslo

Otto Emil Johansen (geboren am 14. Juli 1886 in Holmestrand; gestorben am 15. August 1934 in Oslo) war ein norwegischer Maler und Zeichner.

## Leben und Werk
Otto Emil Johansen kam 1886 als Sohn des Bootsbauers Johannes Anderson und dessen Frau Anne Marie Jacobsdatter in Holmestrand zur Welt. Seine künstlerische Ausbildung begann er 1908 an der Kunstschule Halfdan Strøms malerskole in Kristiania (heute Oslo), wo er Unterricht bei der Malerin Harriet Backer erhielt. Anschließend wechselte er 1909 an die neu gegründete staatliche Kunstakademie in Oslo, wo Christian Krohg und Halfdan Strøm zu seinen Lehrern gehörten. Ein Stipendium ermöglichte ihm 1911 einen Aufenthalt in Paris. Hier nahm er Unterricht bei Lucien Simon und Othon Friesz. Die Ausbildungsjahrgänge 1912–1913 und 1913–1914 besuchte er an der Kunstgewerbeschule (Statens Håndverks- og Kunstindustriskole) in Kristiania, 1913 unterbrochen von einem erneuten Aufenthalt bei Othon Friesz in Paris und Studienreisen in die Niederlande und nach Belgien. Nach dem Ersten Weltkrieg besuchte Johansen Italien und lebte bis 1923 erneut in Paris. Weitere Reisen führten ihn 1923 nach London, 1927 nach Südamerika und 1929 nach in Indien. In Norwegen lebte er vorwiegend im Küstenort Fevik nahe der Stadt Grimstad. Er starb 1934 in Oslo.
Arbeiten von Johansen wurden zu seinen Lebzeiten wiederholt in Oslo und anderen Städten Norwegens ausgestellt. Darüber hinaus waren seine Werke 1914 in Kopenhagen, 1915 und 1923 in Göteborg, 1919 und 1921 im Pariser Salon d’Automne, 1928 in London und 1931 in Helsinki zu sehen. Auch auf den Weltausstellungen in San Francisco 1915 und in Barcelona 1929 wurden Gemälde von Johansen gezeigt. Sein Werk ist geprägt von seinen mehrjährigen Frankreichaufenthalten. Dort stand er unter dem Einfluss der Bilder von Paul Cézanne sowie des Schaffens seines Lehrers Othon Friesz und der Arbeiten anderer Künstler des Fauvismus wie Henri Matisse und André Derain. Seine zunächst eher dunkle Palette hellte sich in seinem späteren Schaffen auf. Neben einigen Porträts schuf Johansen vor allem Landschaften. Häufig finden sich in seinen Bildern Wälder, Gebirgsszenen und Küstenansichten in Sørlandet. Zudem gibt es Motive von einigen seinen Reisen.

## Werke in öffentlichen Sammlungen
- Jubileumsutstillingen 1914 (2 Fassungen) – Oslo Museum, Oslo[3]
- Det gule hus i Risør – Nationalmuseum für Kunst, Architektur und Design, Oslo[4]
- Epletreet – Nationalmuseum für Kunst, Architektur und Design, Oslo[5]
- Fra Hurdalen – Nationalmuseum für Kunst, Architektur und Design, Oslo[6]
- Havnen i Son – Nationalmuseum für Kunst, Architektur und Design, Oslo[7]